# 셰레프 메셀레시
《셰레프 메셀레시》(튀르키예어: Şeref Meselesi)는 2014년부터 2015년까지 방영된 터키의 텔레비전 드라마이다.